# Liwa Ali al-Akbar
Le Liwa Ali al-Akbar est une milice islamiste chiite irakienne.

## Histoire

### Affiliation
Le Liwa Ali al-Akbar est affilié aux Hachd al-Chaabi, dont il forme la 11e brigade.

### Idéologie
Le Liwa Ali al-Akbar est une milice islamiste chiite. Elle est liée au Mausolée de l'imam Hussein à Kerbala et reconnait l'autorité de l'ayatollah Ali al-Sistani,.

### Actions
Lors de la Seconde guerre civile irakienne, le Liwa Ali al-Akbar participe notamment en 2015 à la Bataille de Baïji et à la bataille de Tikrit et en 2017 à la bataille d'Hawija.
Lors de la bataille d'Hawija, un combattant célèbre du Liwa Ali al-Akbar, Ali Jabbar al-Salahi, dit « Abou Tahsine », également surnommé le « cheikh des snipers », est tué dans la montagne de Hamrine. Vétéran âgé de 63 ans au moment de sa mort, il revendiquait la mort de plus de 320 djihadistes de l'État islamique et avait auparavant participé au sein de l'armée irakienne à la guerre du Kippour, à la guerre Iran-Irak, à la guerre du Golfe et à la guerre d'Irak, avant de rejoindre les milices chiites.